# Renia thraxalis
Renia thraxalis là một loài bướm đêm trong họ Noctuidae.